# Saltviks sjöräddningsstation

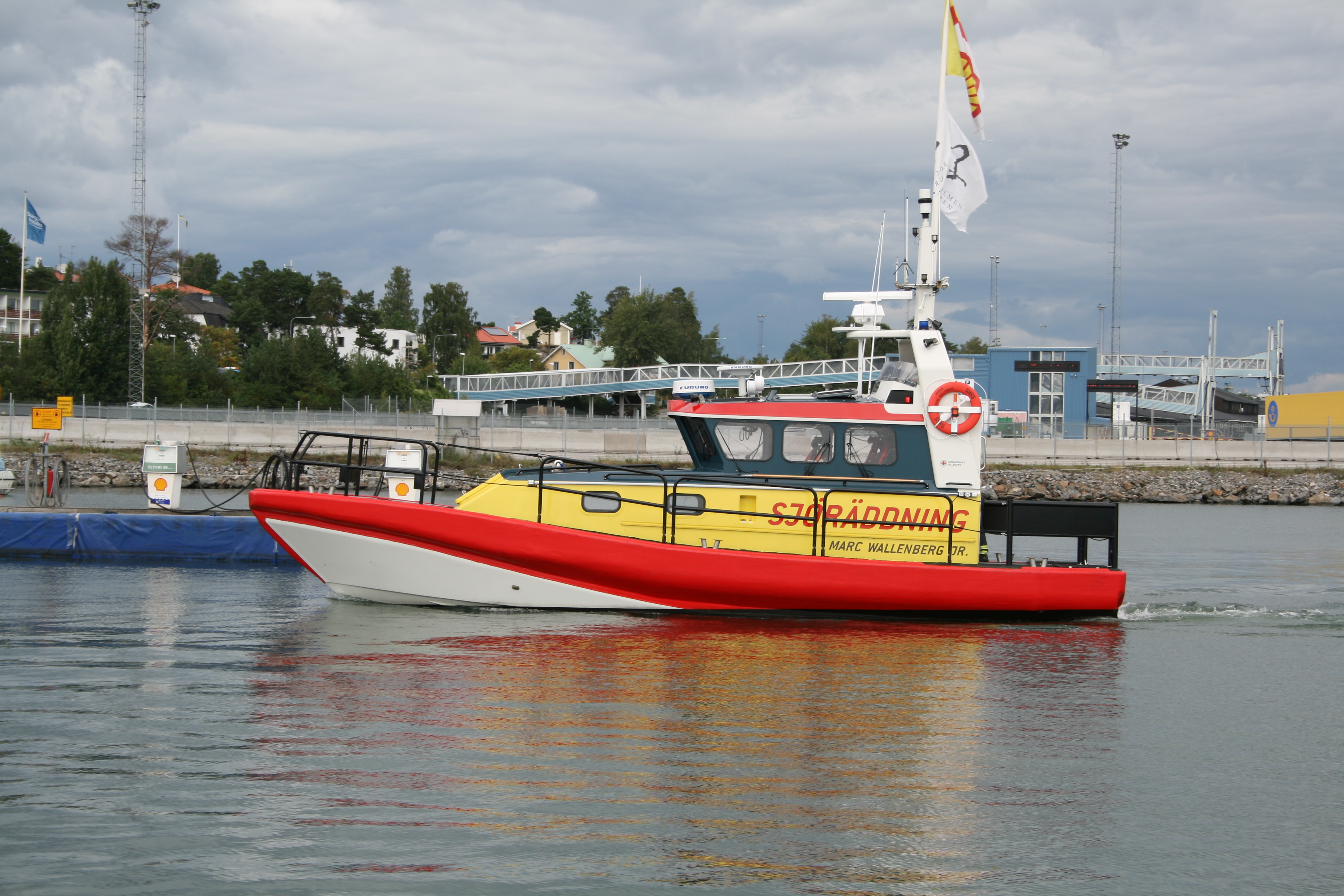
Rescue Marc Wallenberg Jr, systerbåt till Rescue Björkskär, här i Nynäshamn

Saltviks sjöräddningsstation är en av de sex sjöräddningsstationer på Åland, som drivs av Ålands Sjöräddningssällskap. Den ligger i Hamnsundet vid Boxö sund i kommunen Saltvik.
Stationen förfogar över Rescue Björkskär, som är placerad i ett båthus. Rescue Björkskär är av svenska Sjöräddningssällskapets Victoriaklass och började användas 2014. Hon ersatte då Rescue Hamnsundet, som tjänstgjort under femton års tid.
Sjöräddningsstationen har omkring 25 frivilliga engagerade.

## Fakta om Rescue Björkskär
- Tillverkare: Swede Ship Marine, Hunnebostrand (nybyggnadsnummer 33)
- Tillverkningsår: 2014
- Typ: Svenska Sjöräddningssällskapets Victoriaklass
- Längd: 11,95 meter
- Bredd: 4,2 meter
- Djupgående: 0,7 meter
- Material: Komposit
- Deplacement: 13 ton
- Motor: Två Scania DI13 dieselmotor
- Motoreffekt: 2 x 500 hk
- Framdrivning: Rolls Royce Kamewa FF-jet 375 vattenjet
- Marschfart: 33 knop
- Toppfart: 37 knop
- Aktionstid: 10 timmar
- Besättning: Minst 2 personer, normalt 3–4 personer